# Napoleonowo
Napoleonowo – wieś w Polsce położona w województwie wielkopolskim, w powiecie gnieźnieńskim, w gminie Gniezno.
W latach 1975–1998 miejscowość administracyjnie należała do województwa poznańskiego.

## Demografia
Wieś Napoleonowo ma 71 mieszkańców, z czego 52,1% stanowią kobiety, a 47,9% mężczyźni. W latach 1998–2011 liczba mieszkańców zmalała o 5,3%. Współczynnik feminizacji we wsi wynosi 109 i jest nieznacznie większy od współczynnika feminizacji dla województwa wielkopolskiego oraz porównywalny do współczynnika dla całej Polski. 69,0% mieszkańców wsi Napoleonowo jest w wieku produkcyjnym, 21,1% w wieku przedprodukcyjnym, a 9,9% mieszkańców jest w wieku poprodukcyjnym. Na 100 osób w wieku produkcyjnym przypada we wsi Napoleonowo 44,9 osób w wieku nieprodukcyjnym. Ten wskaźnik obciążenia demograficznego jest więc znacznie mniejszy od wskaźnika dla województwa wielkopolskiego oraz znacznie mniejszy od wskaźnika obciążenia demograficznego dla całej Polski. Według danych archiwalnych pochodzących z Narodowego Spisu Powszechnego Ludności i Mieszkań w 2002 roku we wsi Napoleonowo było 18 gospodarstw domowych. Wśród nich dominowały gospodarstwa zamieszkałe przez pięć lub więcej osób - takich gospodarstw było 6.